# Ле Дык Ань
Ле Дык Ань (вьет.  Lê Đức Anh, 1 декабря 1920, Фулок, Тхыатхьен-Хюэ, Французский Индокитай — 22 апреля 2019 Ханой, СРВ) — вьетнамский политический, военный и государственный деятель, президент СРВ с 1992 до 1997 годы.

## Биография
Родился в уезде Фулок, провинция Тхыатхьен-Хюэ. С августа 1945 года — во Вьетнамской народной армии. С октября 1948 по 1950 годы был начальником штаба 7-го и 8-й военных округов и административного района Сайгона Тёлон. С 1951 по 1954 годы служил заместителем начальника штаба, и. о. начальника штаба округа Кохинхина. С августа 1963 года — заместитель начальника Генерального штаба Вьетнамской народной армии. С февраля 1964 года — в Южном Вьетнаме, заместитель командующего и начальник штаба Вьетконга.
В 1980-х годах командовал вьетнамскими вооружёнными силами в Народной Республике Кампучии. В этой должности сформулировал пять ключевых моментов для обороны Кампучии от красных кхмеров, а также непопулярный «план K5».
В марте 1982 года Ле Дык Ань был избран членом политбюро ЦК КПВ и находился в его составе до своей отставки в 1997 году.
В 1986—1987 годах был начальником Генерального штаба Вьетнамской народной армии, в 1987—1991 — министром обороны СРВ. В 1989 году, после краха коммунизма в Восточной Европе, выступал за усиление влияния армии во внутренней политике «в то время, когда вьетнамский социализм под ударом».
С 1991 года Ле Дык Ань контролировал политику Вьетнама по отношению к Камбодже и Китаю совместно с министром иностранных дел Нгуен Ко Тхатем и участвовал в нормализации отношений Вьетнама с Китаем. Впоследствии, будучи президентом Вьетнама, в 1993 году Ле Дык Ань посетил Пекин с официальным визитом. Это был первый визит в Китай главы Вьетнама за последние 38 лет. Во время визита Ле Дык Ань обсуждал с руководством Китая экономические отношения и территориальные претензии Китая в Южно-Китайском море, однако договорённость была достигнута только по последнему вопросу.
В сентябре 1992 года Ле Дык Ань был избран на восстановленную должность президента Вьетнама. Хотя должность эта носила главным образом представительский характер, Ле Дык Ань во время пребывания в этой должности сумел увеличить её политический вес.
В 1991 году Ле Дык Ань поддержал кандидатуру До Мыоя для избрания на пост генерального секретаря ЦК КПВ.
В середине ноября 1996 года Ле Дык Ань был госпитализирован после обширного инсульта и смог вернуться к работе лишь в апреле 1997 года. В сентябре 1997 года после съезда КПВ ушёл в отставку с поста президента и был советником Центрального Комитета партии с декабря 1997 по 2001 годы.
21 февраля 2018 года он перенес кровоизлияние в мозг и был помещен в Центральный военный госпиталь в Ханое в критическом состоянии. Откуда был ненадолго выписан в июне, однако через месяц был вновь туда помещён. Скончался там же 22 апреля 2019 года на 99-м году жизни.

## Семья
Жена — Во Тхи Ле. Сын, Ле Мань Ха — заместитель председателя Народного Комитета Хошимина.

## Награды
- Орден Золотой Звезды
- Орден Хо Ши Мина
- Орден Военных заслуг
- Медаль Победы[вьет.]